# Krigsmuseet
Krigsmuseet (Sotamuseo på finska) är Finlands försvarsmakts centralmuseum och ett nationellt krigshistoriskt specialmuseum. Museet ligger i Helsingfors och är en del av Försvarshögskolan i Finland. Krigsmuseet grundades år 1929. Krigsmuseets utställningar i Sveaborg besöktes år 2018 av 130 000 människor. Det populäraste utsällningsobjektet är Vesikko med åtminstone 55 000 besökare per år.

## Historia
Krigsmuseet grundades den 25 november 1929 och dess öppningsceremoni hölls följande oktober på Elisabetsgatan 1. Finsk militärhistoria hade tidigare förevisats bland annat på Nationalmuseet, mellan 1918 och 1919.  Men i januari 1933 flyttade Krigsmuseet från Elisabetsgatan och öppnade utställningen i Sveaborgs bastion Carpelan den 11 juni 1933. Utställningen fick cirka 9 250 besökare under året.
Under hösten 1939 stängdes utställningen i Sveaborg på grund av vinterkriget som bröt ut och den finska militären behövde sin personal till andra uppdrag. Museeobjekten lades i förråd runtomkring i Finland och även kontoret i Helsingfors centrum stängdes inför bombningarna 1944. Under kriget, 1939-1944, organiserades ändå några utställningar i Mässhallen i Helsingfors. Dessa utställningar förevisade både finsk och rysk material från kriget. Målet var inte bara att visa krigsmaterial för publiken, utan också att samla ihop pengar till krigsinvalider och upplyfta modet bland finländarna.  År 1944 grundades också Krigshistoriska samfundet i Finland, som arbetar för att bevara minnet av de finska krigen.
Krigsmuseet hade ingen aktivitet i Sveaborg under krigstiden, eftersom samlingarna på bastion Carpelan hade flyttats undan inför vinterkriget. I december 1948 grundades dock Kustartillerimuseet som förevisade kustartilleris historia i Finland och Sveaborg.  Kustartillerimuseet stängdes däremot 2007, på grund av fuktskador . Marinmuseet grundades också samma år, 1948, men museets historia blev kort. Det stängdes 1963 av samma skäl som Kustartillerimuseet. Efter krigen fick Krigsmuseet, år 1952, en ny utställningslokal på Maurinkatu 1 och lokalen på Elisabetsgatan öppnades också pånytt på 1990-talet. 
Ubåten Vesikko öppnades som museum i Sveaborg 1973 men Krigsmuseet lyckades inte få tillåtelse att grunda ett annat museum på öarna. Till slutet fick Krigsmuseet ändå tillåtelsen 1980 och då bestämde man sig för att renovera det gamla Manegen till ett museum. Manegen öppnades den första juni 1989. På sommaren 2011 fick Manegen en ny specialutställning om ubåten Vesikko och 2012 Från autonomi till Atalanta. På  våren 2018 öppnades Försvarsmakten –100 år av arbete för krig och fred -utställning i Manegen. 
Mellan 1962 och 1984 organiserade Krigsmuseet över 30 specialutställningar. Det fanns bland annat Försvarsmaktens 40- och 90- års festutställningar 1958 och 2008 och flera Vinterkrigsutställningar.

## Verksamhet
Krigsmuseets uppgifter är att samla, bevara, forska och ställa ut föremål och tradition med anknytning till Finlands försvarsmakt samt krigs- och vapenhistoria, att utöva undervisnings- och publiceringsverksamhet och att avge uttalanden i frågor om traditioner.

## Samlingar
Krigsmuseet samlingar omfattar över 200 000 föremål. Största delen av föremålen har arrangerats i forskningssamlingar eller lagrats.

## Utställningar

### Basutställning och vinterkrig-utställning

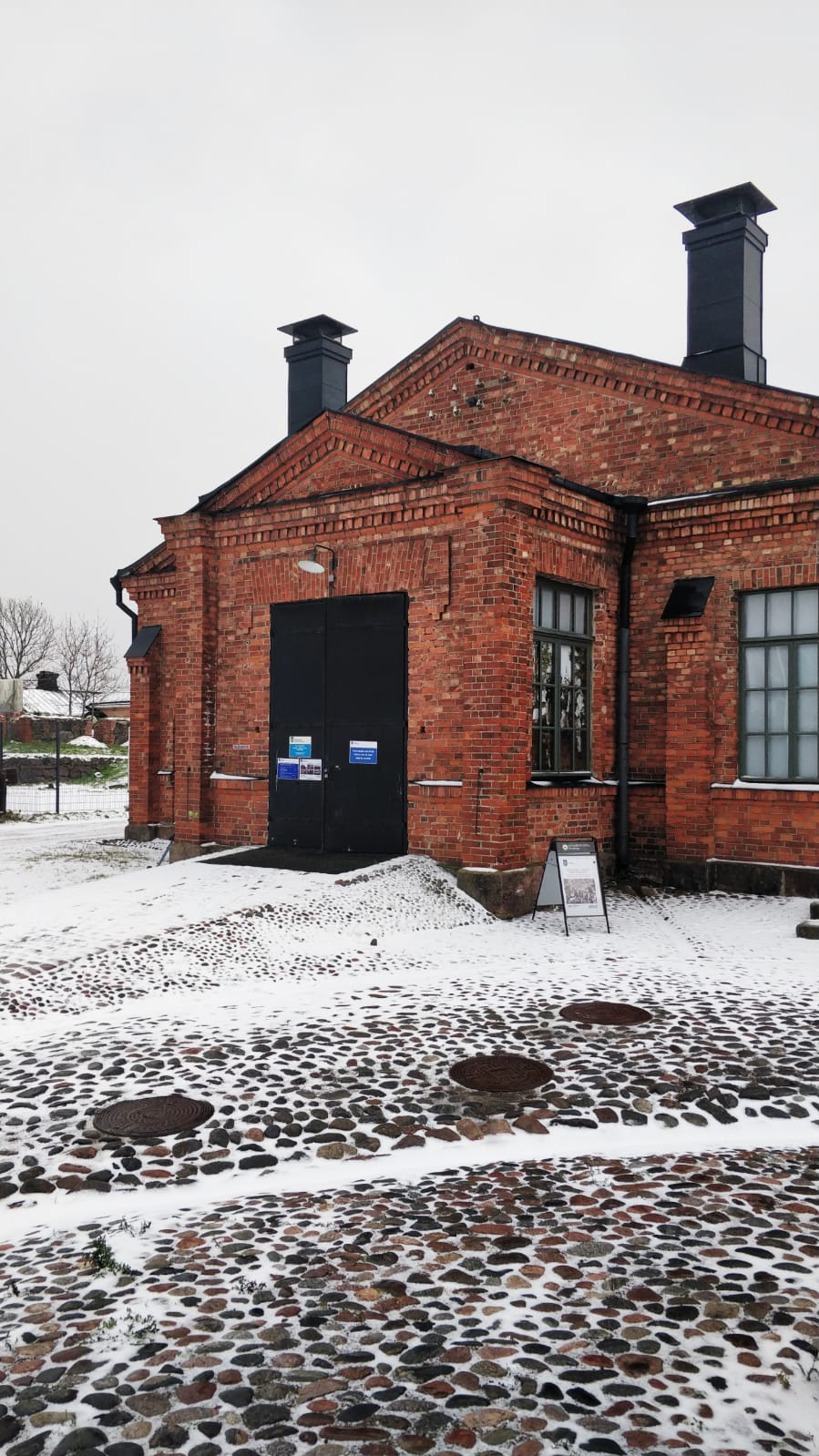
Artillerimanegen

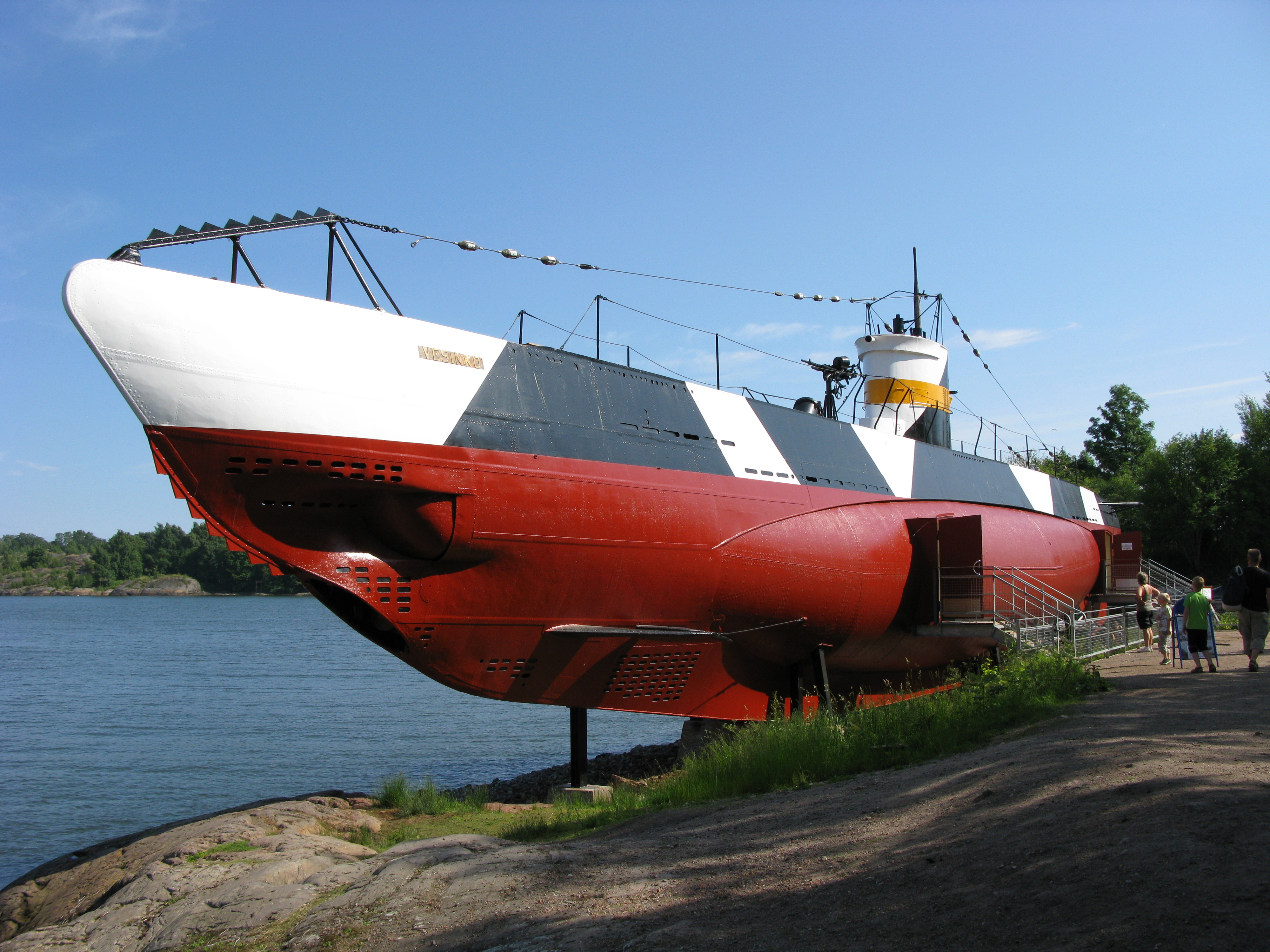
Vesikko.

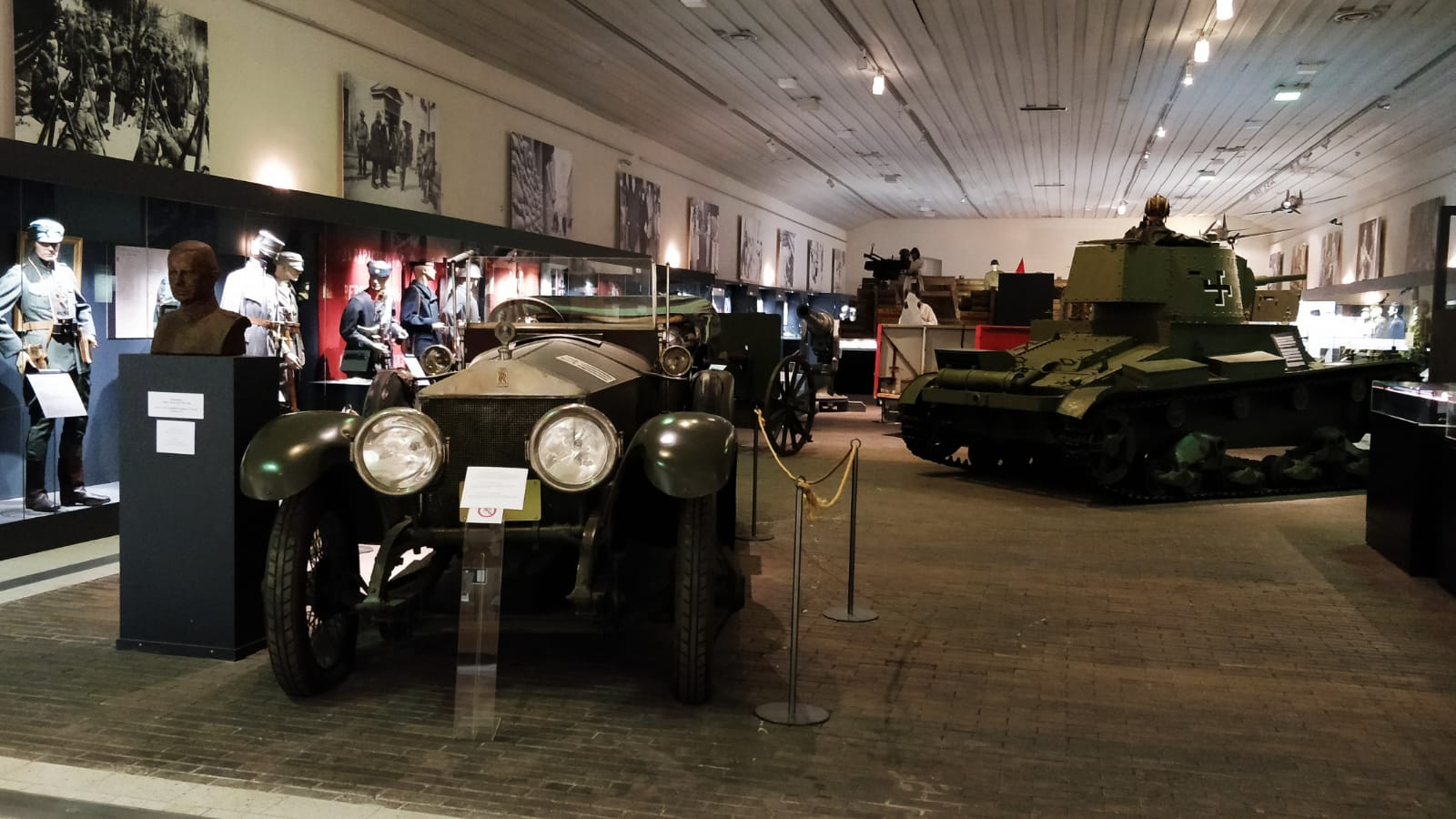
Manege

I Krigsmuseets basutställning kunde man bekanta sig med Finlands krigshistoria från svenska och ryska tiden via självständighetskampen och årens 1939-1945 krig fram till nutiden. Den låg på Mauritzgatan 1 i Kronohagen, Helsingfors. För närvarande är utställningen stängd. 
Utställningen Vinterkriget 1939–1940 – Vår äras dagar (öppnades år 2009) baserade sig på autentiska krigstida föremål, som t.ex. vapen och uniformer, kompletterade av ett stort antal fotografier, kartor, skisser och arkivmaterial. På sommaren 2011 öppnades vid Vinterkrigetutställningen också en specialutställning, Fortsättningskriget som frontkonstnärerna såg det, som berättade om livet på fronten genom teckningar gjorda av konstnärer som tillhörde de krigstida informationskompanierna. Utställningarna stängdes den 30 december 2012. Krigsmuseets utställningslokal på Elisabetsgatan 1 är idag stängd.

### Utställningar i Sveaborg
Krigsmuseet har tre utställningar på Sveaborg: Krigsmuseets Manege, Artillerimanegen och Ubåt Vesikko.
Vesikko är den enda ubåten som Finland har kvar från dess fem ubåtar i det andra världskriget. Fyra andra skrotades 1953 eftersom fredsavtalet i Paris 1947 inte tillät Finland att använda ubåtar efter kriget. Under kriget, från 1939 till 1944, patrullerade och konvojerade Vesikko aktivt. Vesikko lyckades sänka sovjetiska Vyborg-transportfartyg på sommaren 1941. Efter kriget fanns det planer att använda Vesikko i Marinens övningar, men till slut förflyttades ubåten från Sveaborg till Skatudden. Det var inte förrän i början av 1960-talet som man beslutade att öppna Vesikko som museum i Sveaborg. Ubåten transporterades tillbaka och efter ett omfattande restaureringsarbete öppnades den som museiubåt för allmänheten 1973.
Manegens ursprungliga utställning öppnades år 1989. I Manegen har det också funnits några specialutställningar, bland annat om finska ubåtar 1990 och om Vesikko-ubåten 2011. På våren 2012 öppnades det en ny utställning i Krigsmuseets Manege: Från autonomi till Atalanta - utställning om Finlands krigshistoria skildrar Finlands krigshistoria och det självständiga Finlands försvarsmakts historia. Utställningen ger besökaren en möjlighet att på en och samma gång bekanta sig med materiel som sträcker sig allt från bronspjäser till modern beväpning. Utställningen stängde den 30 oktober 2017.
Försvarsmakten – 100 år av arbete för krig och fred -utställning öppnades den 9 maj 2018. Utställningen berättar om krigen under Finlands självständighet : inbördeskriget 1918, vinterkriget 1939–1940, fortsättningskriget 1941–1944 och Lapplandskriget 1944–1945. Utställningen fortsätter i byggnaden invid där den finska försvarsmaktens verksamhet presenteras, ända från efterkrigstiden till nutid.

## Publikationer
Nyaste publikationer av Krigsmuseet är Sotahistoriallinen Aikakakauskirja 36/2016.

## Specialmuseer
Under Krigsmuseets organisation opererar 10 militärhistoriska specialmuseer. De finansierades ofta av stiftelser och har grundats från 1945. Dessa museer är Pionjärmuseet, Pansarmuseet, Luftvärnsmuseet, Infanteriemuseum, Signalmuseum, Finlands Artillerimuseum, Aviatikmuseum, Militärmedicinmuseum, Mobilia och Forum Marinum.